# ورزشگاه یادمان گاوبازی ماراکایبو

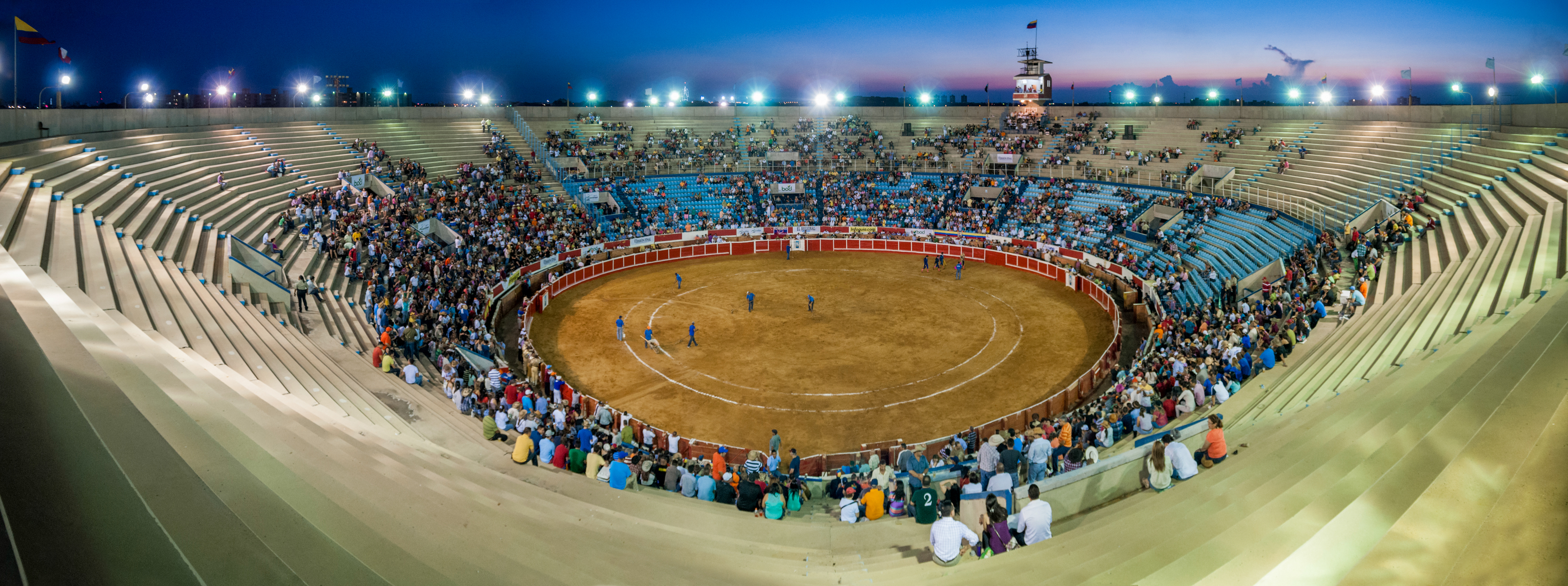

ورزشگاه یادمان گاوبازی ماراکایبو میدانی ویژه گاوبازی تورئو است که در شهر ماراکایبو ونزوئلا قرار دارد. این ورزشگاه در سال ۱۹۷۲ میلادی بنا شده و ۱۵٫۰۰۰ نفر گنجایش دارد.